# Luis Fariña
Luis Carlos Fariña Olivera (Buenos Aires, 20 de abril de 1991) es un futbolista argentino nacionalizado paraguayo que se desempeña como mediocampista ofensivo.
Su carrera profesional comenzó en Racing Club, en donde fue considerado una de las grandes promesas que había en el predio Tita Mattiussi  junto a Luciano Vietto, Valentín Viola, Bruno Zuculini, Ricardo Centurión, Rodrigo de Paul, entre otros.

## Trayectoria
Sus padres son María del Carmen Olivera y Luis Alberto Fariña, ambos nacidos en Paraguay por lo cual tiene doble nacionalidad. 
Durante su infancia jugó en el club de su barrio, Alvariño, en Lanús Oeste. A los 9 años pasó de Banfield a Racing Club. A los 15, Miguel Mico lo hizo debutar en Reserva. A los 18, Caruso Lombardi lo puso en Primera. Debutó oficialmente en primera división en un empate por 1 a 1 contra Colón, el 28 de agosto de 2009.
En el Torneo Clausura 2010 Fariña no fue tenido en cuenta por el DT Miguel Ángel Russo y, tras la llegada de Giovanni Moreno a Racing, perdió terreno. Con la llegada de Luis Zubeldía a la conducción técnica, Fariña de a poco se fue ganando un lugar en el equipo titular, juntándolos con sus amigos de Inferiores Ricardo Centurión y Luciano Vietto en el Torneo Inicial 2012 incluyendo dos goles convertidos en un partido contra Quilmes y uno ante All Boys.
Ya en el Torneo Final 2013 fue alternando titular y suplente, hasta que en la parte final jugó todos los partidos marcando un tanto frente a Tigre.
En julio del 2013, fue fichado por el Benfica por 4.600.000 de dólares. Sin haber jugado un partido con el conjunto lusitano, fue cedido a préstamo por un año al Baniyas SC de Dubái (exequipo de David Trezeguet), donde usó la camiseta número 10.
El 28 de julio de 2014 se hizo oficial su cesión al Deportivo de La Coruña para la temporada 2014/15.
Tras 21 partidos jugados con el Deportivo y tan sólo un gol marcado (ante Elche), Fariña pasó al Rayo Vallecano para la temporada 2015/2016. 
El 9 de agosto de 2016 sale cedido nuevamente al Asteras Tripolis Football Club griego por una temporada.
En el 2019 llega a su país adoptivo para jugar por el Club Cerro Porteño de la Primera División de Paraguay.

## Selección nacional
Fariña formó parte del Seleccionado Argentino Sub-20 que clasificó al Campeonato Sudamericano Sub-20 de 2011, pero no pudo disputar este último torneo debido a una rotura de ligamentos sufrida jugando para Racing. En 2010 fue convocado para acompañar a la Selección Argentina en el Mundial de Sudáfrica.
A partir de su éxito en Racing, el entonces entrenador de la selección de fútbol de Paraguay, Gerardo Pelusso, declaró interés en convocar a Fariña. Debido a la nacionalidad de sus padres María del Carmen Olivera y Luis Alberto Fariña, ambos nacidos en Paraguay, Fariña podría nacionalizarse y jugar en la albirroja. Sin embargo, el jugador prefirió esperar una chance con la camiseta de su país natal.

## Clubes
| Club                     | País      | Año         |
| ------------------------ | --------- | ----------- |
| Racing Club              | Argentina | 2009 - 2013 |
| Benfica                  | Portugal  | 2013        |
| Baniyas SC               | EAU       | 2013 - 2014 |
| Deportivo de La Coruña   | España    | 2014 - 2015 |
| Rayo Vallecano de Madrid | España    | 2015 - 2016 |
| Universidad de Chile     | Chile     | 2016        |
| Asteras Tripolis         | Grecia    | 2016 - 2017 |
| Desportivo Aves          | Portugal  | 2017 - 2019 |
| Club Cerro Porteño       | Paraguay  | 2019 - 2022 |
| Club Guaraní             | Paraguay  | 2022 - 2023 |

## Estadísticas
| Club                            | Div                 | Temporada           | Liga  | Liga  | Liga   | Copas nacionales(1) | Copas nacionales(1) | Copas nacionales(1) | Torneos internacionales(2) | Torneos internacionales(2) | Torneos internacionales(2) | Total | Total | Total  | Media goleadora(3) |
| Club                            | Div                 | Temporada           | Part. | Goles | Asist. | Part.               | Goles               | Asist.              | Part.                      | Goles                      | Asist.                     | Part. | Goles | Asist. | Media goleadora(3) |
| ------------------------------- | ------------------- | ------------------- | ----- | ----- | ------ | ------------------- | ------------------- | ------------------- | -------------------------- | -------------------------- | -------------------------- | ----- | ----- | ------ | ------------------ |
| Racing Club Argentina           | 1°                  |                     |       |       |        |                     |                     |                     |                            |                            |                            |       |       |        |                    |
| Racing Club Argentina           | 1°                  | 2009-10             | 9     | 0     | 0      | —                   | —                   | —                   | —                          | —                          | —                          | 9     | 0     | 0      | 0,00               |
| Racing Club Argentina           | 1°                  | 2010-11             | 7     | 0     | 1      | —                   | —                   | —                   | —                          | —                          | —                          | 7     | 0     | 1      | 0,00               |
| Racing Club Argentina           | 1°                  | 2011-12             | 7     | 0     | 0      | 4                   | 2                   | 1                   | —                          | —                          | —                          | 11    | 2     | 1      | 0,18               |
| Racing Club Argentina           | 1°                  | 2011-12             | 28    | 4     | 1      | 1                   | 0                   | 0                   | 1                          | 0                          | 0                          | 30    | 4     | 1      | 0,13               |
| Racing Club Argentina           | Total               | Total               | 51    | 4     | 2      | 5                   | 2                   | 1                   | 1                          | 0                          | 0                          | 57    | 6     | 3      | 0,11               |
| SL Benfica Portugal             |                     |                     |       |       |        |                     |                     |                     |                            |                            |                            |       |       |        |                    |
| 1°                              | 2012-13             | —                   | —     | —     | —      | —                   | —                   | —                   | —                          | —                          | 0                          | 0     | 0     | 0,00   |                    |
| Baniyas SCC · EAU               |                     |                     |       |       |        |                     |                     |                     |                            |                            |                            |       |       |        |                    |
| 1°                              | 2013-14             | 23                  | 7     | 6     | 7      | 3                   | 1                   | 1                   | 0                          | 0                          | 31                         | 10    | 7     | 0,32   |                    |
| Deportivo de La Coruña · España |                     |                     |       |       |        |                     |                     |                     |                            |                            |                            |       |       |        |                    |
| 1°                              | 2014-15             | 21                  | 1     | 0     | —      | —                   | —                   | —                   | —                          | —                          | 21                         | 1     | 0     | 0,05   |                    |
| Rayo Vallecano · España         |                     |                     |       |       |        |                     |                     |                     |                            |                            |                            |       |       |        |                    |
| 1°                              | 2015                | 3                   | 0     | 0     | —      | —                   | —                   | —                   | —                          | —                          | 3                          | 0     | 0     | 0,00   |                    |
| Universidad de Chile · Chile    |                     |                     |       |       |        |                     |                     |                     |                            |                            |                            |       |       |        |                    |
| 1°                              | 2016                | 9                   | 0     | 0     | —      | —                   | —                   | 2                   | 0                          | 0                          | 11                         | 0     | 0     | 0,00   |                    |
| Asteras Trípoli · Grecia        |                     |                     |       |       |        |                     |                     |                     |                            |                            |                            |       |       |        |                    |
| 1°                              | 2016-17             | 24                  | 1     | 2     | 3      | 0                   | 0                   | —                   | —                          | —                          | 27                         | 1     | 2     | 0,04   |                    |
| Desportivo das Aves Portugal    | 1°                  |                     |       |       |        |                     |                     |                     |                            |                            |                            |       |       |        |                    |
| Desportivo das Aves Portugal    | 1°                  | 2017-18             | 11    | 2     | 0      | 1                   | 0                   | 0                   | —                          | —                          | —                          | 12    | 2     | 0      | 0,17               |
| Desportivo das Aves Portugal    | 1°                  | 2018-19             | 23    | 1     | 0      | 7                   | 0                   | 0                   | —                          | —                          | —                          | 30    | 1     | 0      | 0,03               |
| Desportivo das Aves Portugal    | Total               | Total               | 34    | 2     | 0      | 8                   | 0                   | 0                   | 0                          | 0                          | 0                          | 42    | 3     | 0      | 0,07               |
| Cerro Porteño Paraguay          | 1°                  |                     |       |       |        |                     |                     |                     |                            |                            |                            |       |       |        |                    |
| Cerro Porteño Paraguay          | 1°                  | 2019                | 7     | 1     | 1      | 2                   | 1                   | 0                   | 2                          | 0                          | 0                          | 11    | 2     | 1      | 0,18               |
| Cerro Porteño Paraguay          | 1°                  | 20                  | —     | —     | —      | —                   | —                   | —                   | —                          | —                          | —                          | 0     | 0     | 0      | 0,00               |
| Cerro Porteño Paraguay          | 1°                  | 2021                | 3     | 0     | 0      | 1                   | 1                   | 0                   | 1                          | 0                          | 0                          | 5     | 1     | 0      | 0,20               |
| Cerro Porteño Paraguay          | 1°                  | 2022                | 7     | 2     | 1      | —                   | —                   | —                   | 2                          | 0                          | 0                          | 9     | 2     | 1      | 0,22               |
| Cerro Porteño Paraguay          | Total               | Total               | 17    | 3     | 2      | 3                   | 2                   | 0                   | 5                          | 0                          | 0                          | 25    | 5     | 2      | 0,20               |
| Club Guaraní Paraguay           | 1°                  |                     |       |       |        |                     |                     |                     |                            |                            |                            |       |       |        |                    |
| Club Guaraní Paraguay           | 1°                  | 2022                | 14    | 0     | 2      | —                   | —                   | —                   | —                          | —                          | —                          | 14    | 0     | 2      | 0,00               |
| Club Guaraní Paraguay           | 1°                  | 2023                | 25    | 2     | 0      | 1                   | 0                   | 0                   | 7                          | 0                          | 1                          | 33    | 2     | 1      | 0,06               |
| Club Guaraní Paraguay           | Total               | Total               | 39    | 2     | 2      | 1                   | 0                   | 0                   | 7                          | 0                          | 1                          | 47    | 2     | 3      | 0,04               |
| Total en su carrera             | Total en su carrera | Total en su carrera | 221   | 21    | 14     | 27                  | 7                   | 2                   | 16                         | 0                          | 1                          | 264   | 28    | 17     | 0.11               |

## Palmarés

### Campeonatos nacionales
| Título                       | Club            | País     | Año     |
| ---------------------------- | --------------- | -------- | ------- |
| Copa de Portugal             | Desportivo Aves | Portugal | 2017-18 |
| Primera División de Paraguay | Cerro Porteño   | Paraguay | C-2021  |